# Maria Olkisz
Maria Olkisz – polska śpiewaczka operowa, mezzosopran, w latach 1973–2002 solistka Teatru Wielkiego w Warszawie, od 2003 pedagog muzyczny.

## Życiorys
Córka Bogumiły Olkisz, śpiewaczki chóru Filharmonii Narodowej (alt). Ukończyła Państwową Szkołę Muzyczną II stopnia im. Józefa Elsnera w Warszawie w klasie Ireny Cywińskiej. Studia kontynuowała w warszawskiej Akademii Muzycznej pod kierunkiem Wiktora Brégy’ego. Doskonaliła kunszt wokalny pod kierunkiem Giorgia Favaretto w Accademia Musicale Chigiana w Sienie, gdzie w 1975 otrzymała dyplom honorowy (Diploma d’Onore).
Zadebiutowała na scenie w 1973 partią Jadwigi w Strasznym dworze Stanisława Moniuszki w Teatrze Wielkim w Warszawie. Wystąpiła w ponad pięćdziesięciu rolach operowych, w tym wielokrotnie w tytułowej partii Carmen w operze Carmen Georges’a Bizeta oraz w operach Giuseppe Verdiego (m.in. Ulryka w Balu maskowym, Amneris w Aidzie, Eboli w Don Carlosie i Fenena w Nabucco). Ma w swoim dorobku artystycznym rolę męską Romea w operze Capuleti i Montecchi Vincenza Belliniego (Teatr Wielki w Warszawie, 1991, ze Zdzisławą Donat w roli Julii). W 1988 zaśpiewała w Teatrze Wielkim w Warszawie partię Schwertleite w Walkirii Richarda Wagnera, a w 1993 wystąpiła tam w roli Herodiady w Salome Richarda Straussa.
Jej repertuar sceniczny obejmował partie liryczne, dramatyczne i koloraturowe. Współpracowała z Teatrem Wielkim w Poznaniu (rola Azuceny w operze Verdiego Trubadur) oraz Teatrem Wielkim w Łodzi (rola Carmen). W 1980 wystąpiła w Tuluzie w partii Olgi w operze Eugeniusz Oniegin Piotra Czajkowskiego (partnerzy sceniczni Wiesław Ochman i Jurij Mazurok). Oprócz występów w krajach europejskich (m.in. w Bratysławie w roli Eboli, w Budapeszcie, Koszycach i Bukareszcie w roli Carmen, w Timișoarze w partii Ulryki, w Pradze w roli Azuceny) śpiewała również w Japonii i Korei Południowej.
Opublikowała płytę CD z nagraniami śpiewanych przez siebie utworów (Maria Olkisz, Polskie Nagrania, Warszawa 2002, 2011). Laureatka Srebrnego Medalu w Międzynarodowym Konkursie Wokalnym w Genewie (1972) i nagrody w konkursie śpiewaczym w Tuluzie (1976). Finalistka konkursów muzycznych w Barcelonie i Vercelli. W 2004 płyta z jej udziałem, Eros i Psyche op. 40 – opera w 5 obrazach (kompozytor Ludomir Różycki, wydawca Polskie Nagrania), została nominowana do Nagrody Muzycznej „Fryderyk” w kategorii najwybitniejsze nagranie muzyki polskiej (album roku).
W 2003 oficjalnie zakończyła karierę, odeszła z Teatru Wielkiego i rozpoczęła pracę pedagogiczną w Zespole Szkół Muzycznych im. Józefa Elsnera w Warszawie, gdzie kierowała klasą wokalną, ucząc śpiewu artystycznego. Prowadziła również zajęcia w Uniwersytecie Muzycznym Fryderyka Chopina w Warszawie. W okresie pracy pedagogicznej członkini Polskiego Stowarzyszenia Pedagogów Śpiewu. W 2007 wystąpiła w przedstawieniu Wieczór arii w Teatrze Wielkim w Warszawie, w 2008 w koncercie Przeboje operowe tamże, a w 2016 jako jedna z solistek w benefisie dla uczczenia dyrygenta i kompozytora Szymona Kawalla, śpiewając arię Habanera z opery Carmen Bizeta.
Siostra śpiewaczki operowej Moniki Olkisz-Chabros, z którą niekiedy występowała na scenie.